# 3. etape af Tour de France 2009
Tredje etape af Tour de France 2009 blev kørt mandag d. 6. juli og gik fra Marseille til La Grande-Motte. Ruten var 196,5 km lang og stort set flad, på nær 2 kategori 4-stigninger. Et 4-mands udbrud bestående af Samuel Dumoulin, Koen de Kort, Rubén Pérez og Maxime Bouet fik lov at køre fra etapens start. Udbruddet nåede op at have et forspring på over 13 minutter, før Team Saxo Bank, som de eneste, begyndte at hente udbruddets forspring. Man fik forspringet under 10 minutter, før Team Saxo Bank af taktiske grunde stoppede med at sætte fart på feltet. Udbruddet kom igen op på et forspring omkring de 13 minutter, før Team Saxo Bank i samarbejde med sprinterholdene i feltet begyndte at hente udbruddet ind.
Alt tydede på en almindelig massespurt 30 km fra mål, indtil Team Columbia-HTC lavede en taktisk genistreg: I et sving, hvor man drejede ind på en strækning med sidevind satte man hele holdet frem og kørte for fulde kræfter. Dette splittede feltet op i to grupper. En gruppe forrest med ca. 30 ryttere (bl.a. hele Team Columbia-HTC's hold, store dele af Skil-Shimanos hold, Thor Hushovd, Fabian Cancellara og Lance Armstrong) og en større gruppe bagved med resten af feltet. Den forreste gruppe holdt forspringet helt til mål. Etapen blev vundet af Mark Cavendish foran Thor Hushovd og Cyril Lemoine. Det store felt kom ind 41 sekunder efter den forreste gruppe.
- Etape: 3
- Dato: 6. juli
- Længde: 196,5 km
- Danske resultater:

033. Nicki Sørensen + 0.41
090. Brian Vandborg + 0.41
153. Chris Anker Sørensen + 1.20
- Gennemsnitshastighed: 39,2 km/t

## Point- og bjergspurter

### 1. sprint (La Fare-les-Oliviers)
Efter 48,5 km
| Vinder | Maxime Bouet    | 6p |
| 2.     | Samuel Dumoulin | 4p |
| 3.     | Koen de Kort    | 2p |

### 2. sprint (Mouriès)
Efter 90,5 km
| Vinder | Samuel Dumoulin | 6p |
| 2.     | Maxime Bouet    | 4p |
| 3.     | Rubén Pérez     | 2p |

### 3. sprint (Arles)
Efter 118,5 km
| Vinder | Rubén Pérez     | 6p |
| 2.     | Maxime Bouet    | 4p |
| 3.     | Samuel Dumoulin | 2p |

### 1. bjerg (Côte de Calissanne)
4. kategori stigning efter 56 km
| Plads | Navn            | Point |
| ----- | --------------- | ----- |
| 1.    | Koen de Kort    | 3     |
| 2.    | Maxime Bouet    | 2     |
| 3.    | Samuel Dumoulin | 1     |

### 2. bjerg (Col de la Vayède)
4. kategori stigning efter 102 km
| Plads | Navn            | Point |
| ----- | --------------- | ----- |
| 1.    | Koen de Kort    | 3     |
| 2.    | Maxime Bouet    | 2     |
| 3.    | Samuel Dumoulin | 1     |

## Udgåede ryttere
- 159  Jurgen Van De Walle fra Quick Step stillede ikke til start på etapen, efter at han styrtede på 2. etape og brækkede kravebenet og punkterede den ene lunge.[2]

## Resultatliste
|    | Navn              | Land           | Hold              | Tid     |
| -- | ----------------- | -------------- | ----------------- | ------- |
| 1  | Mark Cavendish    | Storbritannien | Team Columbia-HTC | 5:01.24 |
| 2  | Thor Hushovd      | Norge          | Cervélo TestTeam  | + 0.00  |
| 3  | Cyril Lemoine     | Frankrig       | Skil-Shimano      | + 0.00  |
| 4  | Samuel Dumoulin   | Frankrig       | Cofidis           | + 0.00  |
| 5  | Jérôme Pineau     | Frankrig       | Quick Step        | + 0.00  |
| 6  | Fabian Cancellara | Schweiz        | Team Saxo Bank    | + 0.00  |
| 7  | Fabian Wegmann    | Tyskland       | Team Milram       | + 0.00  |
| 8  | Fumiyuki Beppu    | Japan          | Skil-Shimano      | + 0.00  |
| 9  | Maxime Bouet      | Frankrig       | Agritubel         | + 0.00  |
| 10 | Linus Gerdemann   | Tyskland       | Team Milram       | + 0.00  |
| 11 | Jaroslav Popovytj | Ukraine        | Astana Pro Team   | + 0.00  |
| 12 | Thierry Hupond    | Frankrig       | Skil-Shimano      | + 0.00  |
| 13 | Rubén Pérez       | Spanien        | Euskaltel-Euskadi | + 0.00  |
| 14 | Stéphane Augé     | Frankrig       | Cofidis           | + 0.00  |
| 15 | Tony Martin       | Tyskland       | Team Columbia-HTC | + 0.00  |